# Batracomorphus enyo
Batracomorphus enyo är en insektsart som beskrevs av Knight 1983. Batracomorphus enyo ingår i släktet Batracomorphus och familjen dvärgstritar. Inga underarter finns listade i Catalogue of Life.